# ジャン＝アントワーヌ・ド・バイフ
ジャン＝アントワーヌ・ド・バイフ（Jean-Antoine de Baïf, 1532年2月19日 - 1589年10月末）は、フランスの詩人。ロンサールの友人であり、プレイヤード派の一人。古代の作詩法をフランスに順化させることや正書法の改革を試みた。
ラザル・ド・バイフの息子としてヴェネツィアに生まれた。幼い頃から、当時の一流の学者たちの教育を受けた。家庭教師の中で特筆すべきはジャン・ドラであり、後にコレージュ・ド・コクレでも彼に師事することになる。
バイフは多作ではあったが、どれも一流の作品とはいえなかった。その中では『宝庫、教訓及び格言』（1581年）が比較的優れている。バイフは、古代の作詩法との対比で、フランスのそれに新しい韻律をもたらそうとした。多くの音節でリズムを確立する代わりに、長短の配列を基礎に置いたのである。
彼は1570年にフォーブール・サン＝マルソーの自宅に詩学・音楽アカデミーを開設したが、長くは続かなかった。劇場では、彼はテレンティウスの『宦官』やプラウトゥスの『勇者』の翻訳を任された。

## 作品
- 『恋愛詩集 les Amours』（1552年、1558年）
- 『流星 les Météores』（1567年）- ウェルギリウスの『農耕詩』に触発されたもの。
- 『バイフ詩集 Œuvres de poésies de Baïf』（1572年） - 9巻の詩集、7巻の恋愛詩、5巻の戯詩、5巻の気晴らしPasse-Tempsをまとめたもの。
- 『フランス詩からの贈り物 Étrennes de poésie française』（1574年） - 定型詩
- 『宝庫、教訓及び格言 les Mimes, enseignements et proverbes』（1581年）